# Reinerzau
Reinerzau est un quartier de la commune allemande d'Alpirsbach, dans le Land de Bade-Wurtemberg. Il compte 472 habitants[Quand ?].

## Géographie
Le village se trouve dans la vallée de la Kleine Kinzig (de) (également appelée vallée de Reinerzau), entre les communes de Schenkenzell et de Freudenstadt. Il s'agit d'un village dispersé de 7 km de long dont les habitations se concentrent dans les lieux-dits Oberes Dörfle et Unteres Dörfle.

## Historique
Reinerzau est mentionné par écrit pour la première fois en 1254.
Le 1er avril 1974, Reinerzau est incorporé dans la commune d'Alpirsbach.

## Infrastructures et tourisme
À Reinerzau se trouve le barrage de la Kleine Kinzig.